# Het Vinkje

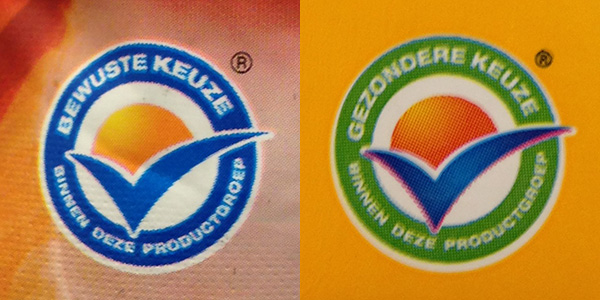
Het blauwe en groene Vinkje-logo

Het Vinkje-logo (voorheen Ik Kies Bewust) is het voedselkeuzelogo van de Nederlandse stichting Ik Kies Bewust en duidt de gezondere producten aan binnen een productgroep.
Het groene Vinkje staat op producten uit de Schijf van Vijf met minder vet, suiker en/of zout. Deze producten met belangrijke voedingsstoffen zijn de basis voor dagelijkse voeding. Producten die geen deel uitmaken van de Schijf van Vijf, maar wel minder vet, suiker en/of zout bevatten, dragen het blauwe Vinkje.

## Geschiedenis
De stichting Ik Kies Bewust is opgericht door een aantal grote voedselproducenten, waaronder Unilever en Campina na overheidsdruk op zelfregulering. Het voedingslogo is ook te vinden in België, Duitsland, Portugal, Tsjechië, Israël, Polen en Brazilië.

## Productcriteria
Een product kan het Vinkje-logo krijgen als de producent zich aanmeldt bij de stichting en als na toetsing en betaling blijkt dat aan alle criteria is voldaan. De criteria voor de hoeveelheid verzadigd vet, transvet, toegevoegd suiker en zout zijn vastgesteld door een onafhankelijke wetenschappelijke commissie aan de hand van internationale richtlijnen. De criteria zijn zo opgesteld dat alleen de gezondere producten binnen een productgroep het logo kan krijgen, zoals brood met minder zout en meer vezel, frisdrank met minder suiker/energie en mayonaise met minder vet en zout.

## Producten
Het aantal producten met het logo blijft groeien doordat elk bedrijf zich mag aanmelden. In 2013 zijn ongeveer honderd voedingsbedrijven aangesloten bij het Vinkje en dragen meer dan 6500 producten het logo.

## Kritiek
In de media is regelmatig kritiek op de stichting te beluisteren van onderzoekers. Zo is het logo op minder gezonde producten zoals fritessaus terug te vinden. Dit kan bij consumenten abusievelijk de indruk wekken dat deze producten een 'gezonde keuze' zouden zijn, terwijl ze uitsluitend vergeleken worden met gelijksoortige producten in dezelfde categorie. Sommige onderzoekers zijn van mening dat het Britse 'stoplicht' systeem een beter alternatief is.
De kritiek heeft er in augustus 2016 toe geleid dat de stichting Ik kies bewust 'wegens onvoldoende maatschappelijk draagvlak' het blauwe Vinkje niet meer gaat gebruiken. Tevens werd aan de minister van Volksgezondheid geadviseerd de criteria van het groene Vinkje in overeenstemming te brengen met de Schijf van Vijf. In oktober 2016 besloot de minister echter het Vinkje in zijn geheel uit te faseren, en te vervangen door een app.